# Марцио
Марцио (итал. Marzio) је насеље у Италији у округу Варезе, региону Ломбардија.
Према процени из 2011. у насељу је живело 290 становника. Насеље се налази на надморској висини од 730 м.

## Становништво
Према резултатима пописа становништва 2011. у општини је живело 303 становника.
| 1936. | 1951. | 1961. | 1971. | 1981. | 1991. | 2001. | 2011. |
| ----- | ----- | ----- | ----- | ----- | ----- | ----- | ----- |
| 249   | 272   | 249   | 273   | 255   | 282   | 287   | 303   |